# Hewingsen
Hewingsen – dzielnica (Ortsteil) wiejskiej gminy Möhnesee w powiecie Soest, w kraju związkowym Nadrenia Północna-Westfalia, w rejencji Arnsberg.

## Demografia
Według spisu ludności z grudnia 2024 roku, w Hewingsen mieszkało 243 mieszkańców, co stanowi 1,99% wszystkich mieszkańców Möhnesee. 123 mieszkańców to mężczyźni, a 120 to kobiety. Dla 233 mieszkańców Hewingsen jest głównym miejscem zamieszkania, a dla 10 drugim miejscem zamieszkania.

## Geografia

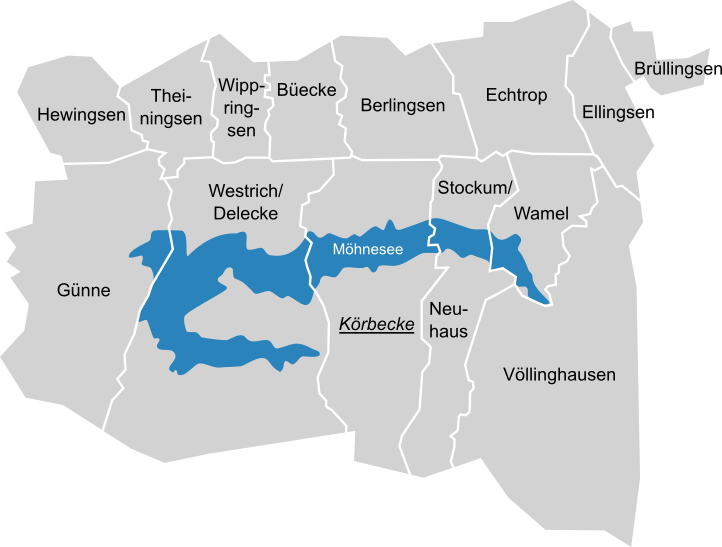
Podział administracyjny Möhnesee

Hewingsen leży w północno-zachodniej części gminy Möhnesee i graniczy z dwoma innymi dzielnicami: Günne i Theiningsen.

## Historia
Najstarsze udokumentowane wzmianki o Hewingsen pochodzą z 1072 roku. Za tamtych czasów wieś nazywała się Hiuenchusen.
Według § 1 "Name, Bezeichnung, Gebiet" zawartego w "Hauptsatzung der Gemeinde Möhnesee, Kreis Soest" (Główne statuty gminy Möhnesee, powiat Soest) Hewingsen jest, wraz z czternastoma innymi dzielnicami, od 1 lipca 1969 roku częścią gminy Möhnesee.

## Polityka
Od 1 listopada 2020 roku burmistrzem (niem. Ortsvorsteher) Hewingsen jest Franz-Rudolf Geisthövel, który jest członkiem partii CDU/CSU.